# Chiplet

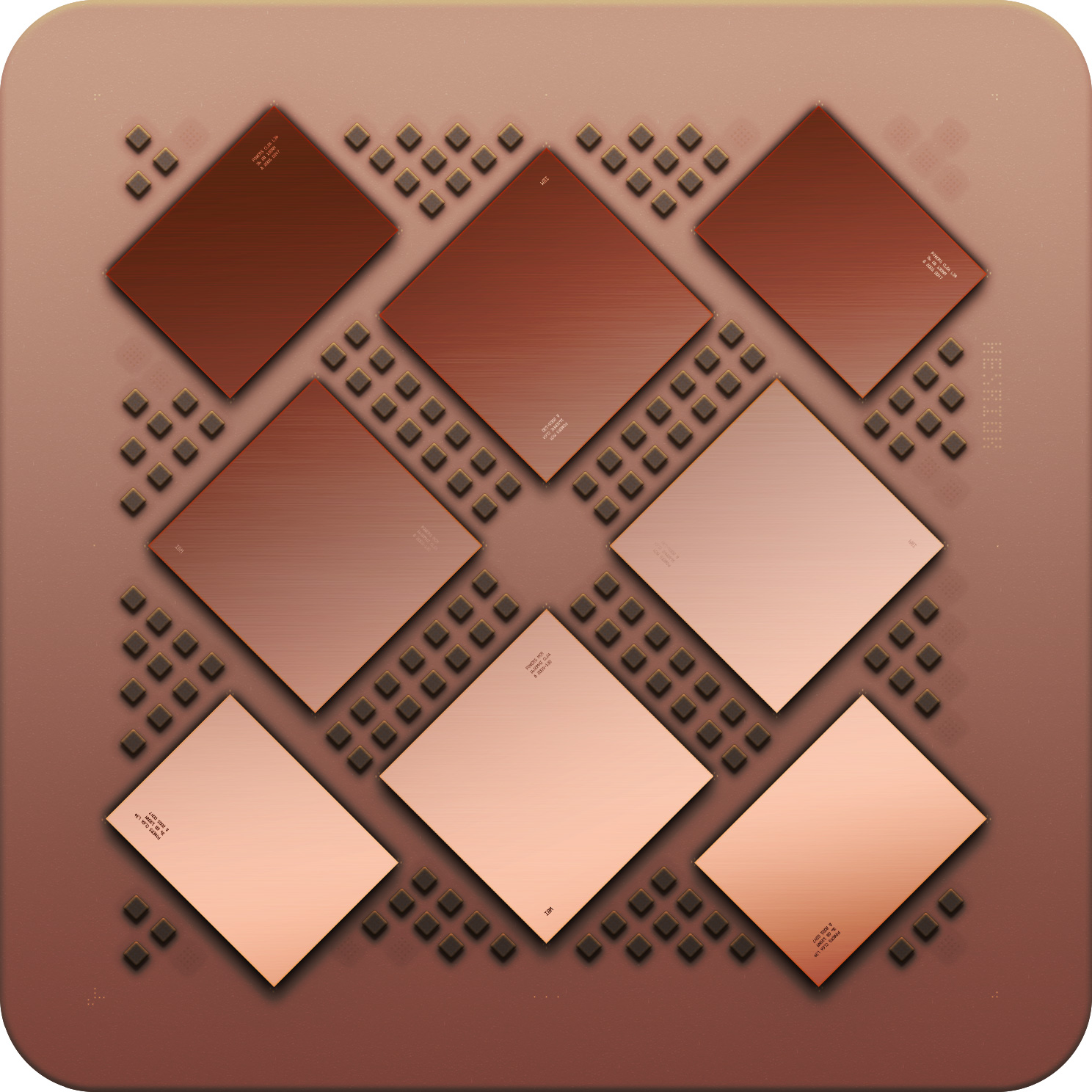
Exemple d'estructura chiplet anomedada multichip

Un chiplet és un petit circuit integrat (IC) que conté un subconjunt de funcionalitats ben definit. Està dissenyat per combinar-se amb altres chiplets en un interposador d'un únic encapsulat. Es pot implementar un conjunt de chiplets en un conjunt "com si fos un LEGO" de barreja i combinació. Això proporciona diversos avantatges respecte a un sistema tradicional en xip (SoC):
- IP reutilitzable (propietat intel·lectual):[5] el mateix chiplet es pot utilitzar en molts dispositius diferents.
- Integració heterogènia:[6] els chiplets es poden fabricar amb diferents processos, materials i nodes, cadascun optimitzat per a la seva funció particular.
- Bon troquel conegut:[7] els chiplets es poden provar abans del muntatge, millorant el rendiment del dispositiu final.

Diversos chiplets que treballen junts en un únic circuit integrat es poden anomenar mòdul multixip (MCM), IC híbrid o IC 2.5D.